# Говернадор Сельсу Рамуш
Говернадор Цельсо Рамос (порт. Governador Celso Ramos) — муніципалітет штату Санта-Катаріна в південному регіоні Бразилії.
У муніципалітеті міститься частина 17 104 гектари (42 260 акрів) офшорного біологічного заповідника «Марінга-до-Арворедо», захищеного природоохоронного підрозділу, створеного в 1990 році.
В місті розташований португальська колоніальна фортеця Санта-Крус-де-Анятомірім.

## Галерея

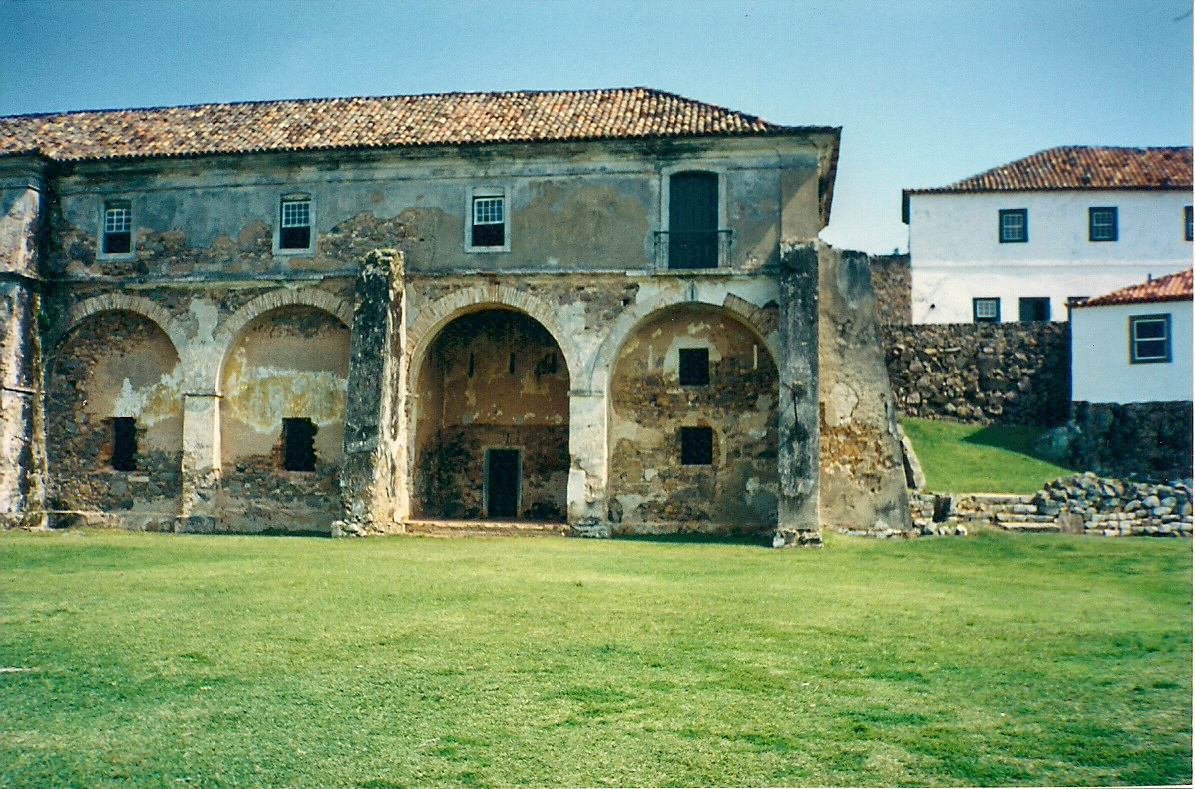
Фортеця Санта-Крус-де-Анятомірім
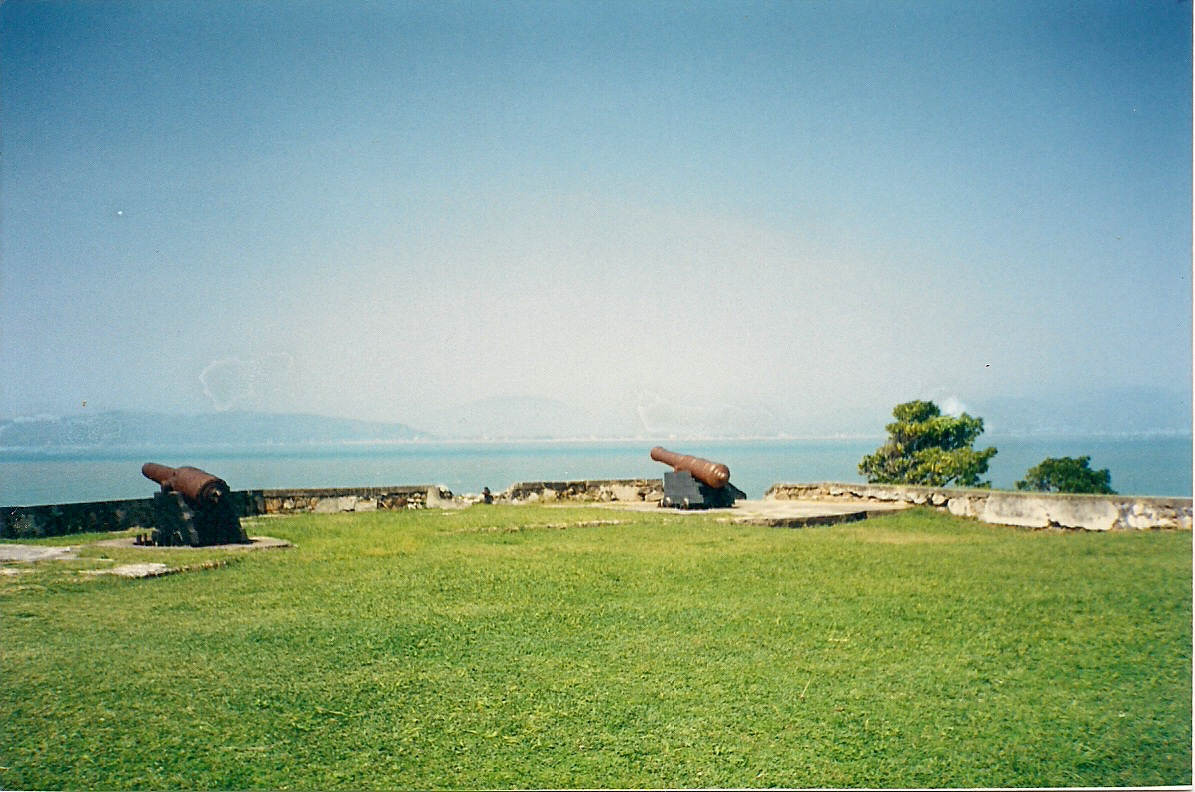
Фортеця Санта-Крус-де-Анятомірім